# Unifiram
Unifiram (DM-232) je ampakinski lek koji deluje kao pozitivni alosterni modulator AMPA receptora, i pokazuje nootropne efekte u životinjskim ispitivanjima sa znatno većom potentnošću od piracetama.

## Spoljašnje veze
|  | Molimo Vas, obratite pažnju na važno upozorenje u vezi sa temama iz oblasti medicine (zdravlja). |